# FC Stoppenberg
FC Stoppenberg is een Duitse voetbalclub uit Stoppenberg, een stadsdeel van Essen, Noordrijn-Westfalen.

## Geschiedenis
De club werd in 1913 opgericht als BV 1913 Stoppenberg. Tot 1929 was Stoppenberg een zelfstandige gemeente. De club sloot zich aan bij de West-Duitse voetbalbond en speelde in de Ruhrcompetitie. Kort na de Eerste Wereldoorlog speelde de club één seizoen in de hoogste klasse, die toen in meerdere reeksen verdeeld was. De club werd derde achter Essener SC Preußen 02 en BV Altenessen 06. Hierna speelde de club weer in de tweede klasse tot de club in 1927 promoveerde naar de hoogste klasse, al was dit maar voor één seizoen.
In de jaren vijftig speelde de club een aantal seizoenen in de Landesliga en zakte daarna weg naar de lagere reeksen. Op 11 juni 1978 fuseerde de club met DJK Stoppenberg von 1920 en SC Union Stoppenberg von 1919 tot FC Stoppenberg.